# Eichstetten am Kaiserstuhl
Eichstetten am Kaiserstuhl ist eine Gemeinde im Südwesten von Baden-Württemberg in der Nähe von Freiburg im Breisgau.

## Geographie

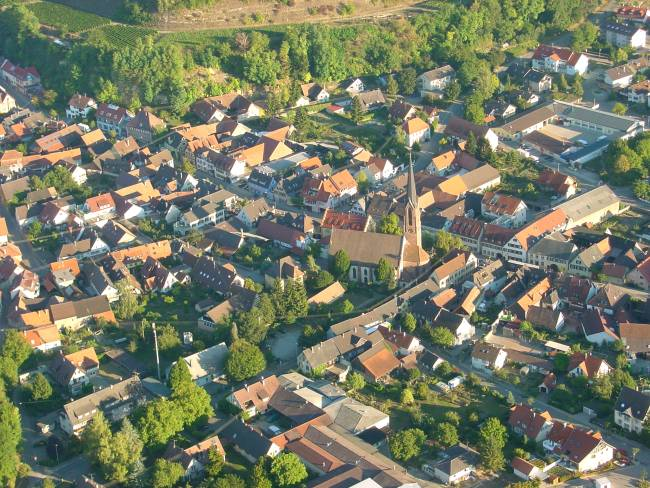
Luftbild von Eichstetten (2003)

### Geographische Lage
Eichstetten ist ein südbadisches Winzerdorf. Es liegt im Oberrheinischen Tiefland, am Ostrand des Kaiserstuhls. Es liegt in der wärmsten Gegend Deutschlands, eingebettet in ein Tal, das sich von der bewaldeten Eichelspitze durch sonnige Reblagen und Gemüsefelder bis in die Niederung hinabzieht. Am Fuß des Kaiserstuhls wird der Ort von der Alten Dreisam durchflossen.
Eichstetten liegt etwa 3,5 Kilometer Luftlinie von der Bundesautobahn 5 (Karlsruhe – Basel) entfernt. Ebenfalls ist eine gute S-Bahn-Anbindung an die Kaiserstuhlbahn vorhanden, die den Ort an Werktagen halbstündlich anfährt. Mit ihr ist in gut 15 Minuten das Stadtzentrum von Freiburg zu erreichen.

### Gemeindegliederung
Zur Gemeinde gehören das Dorf Eichstetten und die Höfe Au(stucken)mühle und Herrenmühle.

## Geschichte

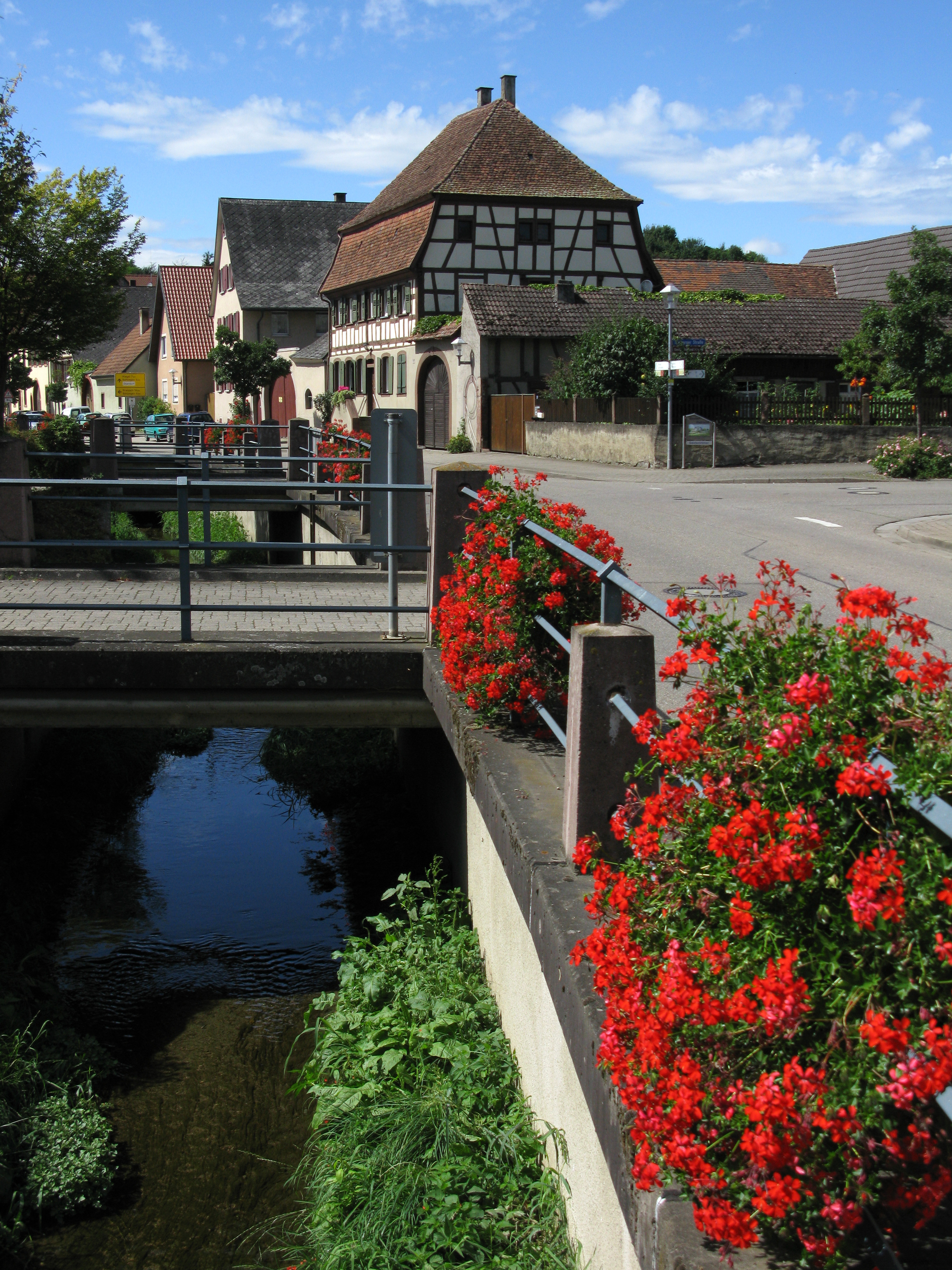
Eichstetten, Ortsbild Pfaffental

Schon aus der Steinzeit gibt es Belege, dass auf Eichstetter Gemarkung Menschen lebten. Auch Überreste einer Villa rustica aus römischer Zeit (3. Jahrhundert) sowie Funde eines alamannischen Gräberfeldes (um 600) geben Zeugnis, dass hier schon sehr lange Menschen siedelten.
Die älteste erhaltene Erwähnung von Eichstetten stammt von 737 und steht im Zusammenhang mit dem Kloster Murbach. Der Ort ist eine Gründung der Alemannen, worauf die Endung „-stetten“ hinweist. Im 12. Jahrhundert sind im Ort die Herren von Eichstetten (Burg Eichstetten) nachgewiesen.
Im Jahr 1416 kam Eichstetten zur Markgrafschaft Baden, was im 16. Jahrhundert zur Folge hatte, dass der Ort im Zuge der Reformation 1556 evangelisch wurde. Infolge des Dreißigjährigen Krieges ging die Bevölkerungszahl stark zurück, so dass etwa 1659 nur noch 110 Menschen hier lebten. Um 1850 war die Bevölkerung auf 2.860 Personen angewachsen, verringerte sich aber in den folgenden Jahren stark durch Auswanderung nach Amerika.
Im 18. Jahrhundert war durch Zuwanderung eine bedeutende jüdische Gemeinde entstanden. Hier wirkte Albert Weill, der Vater des Komponisten Kurt Weill, als Kantor. 1828 wurde eine Synagoge erbaut, die im Verlauf der Reichspogromnacht 1938 von auswärtigen Mitgliedern der SA und SS niedergebrannt und dann abgerissen wurde. Die verbleibenden Juden wurden 1940 in das Internierungslager Camp de Gurs verschleppt.
Der Zusatz am Kaiserstuhl im Gemeindenamen wurde am 1. Oktober 1997 wirksam.

## Politik

### Gemeinderat

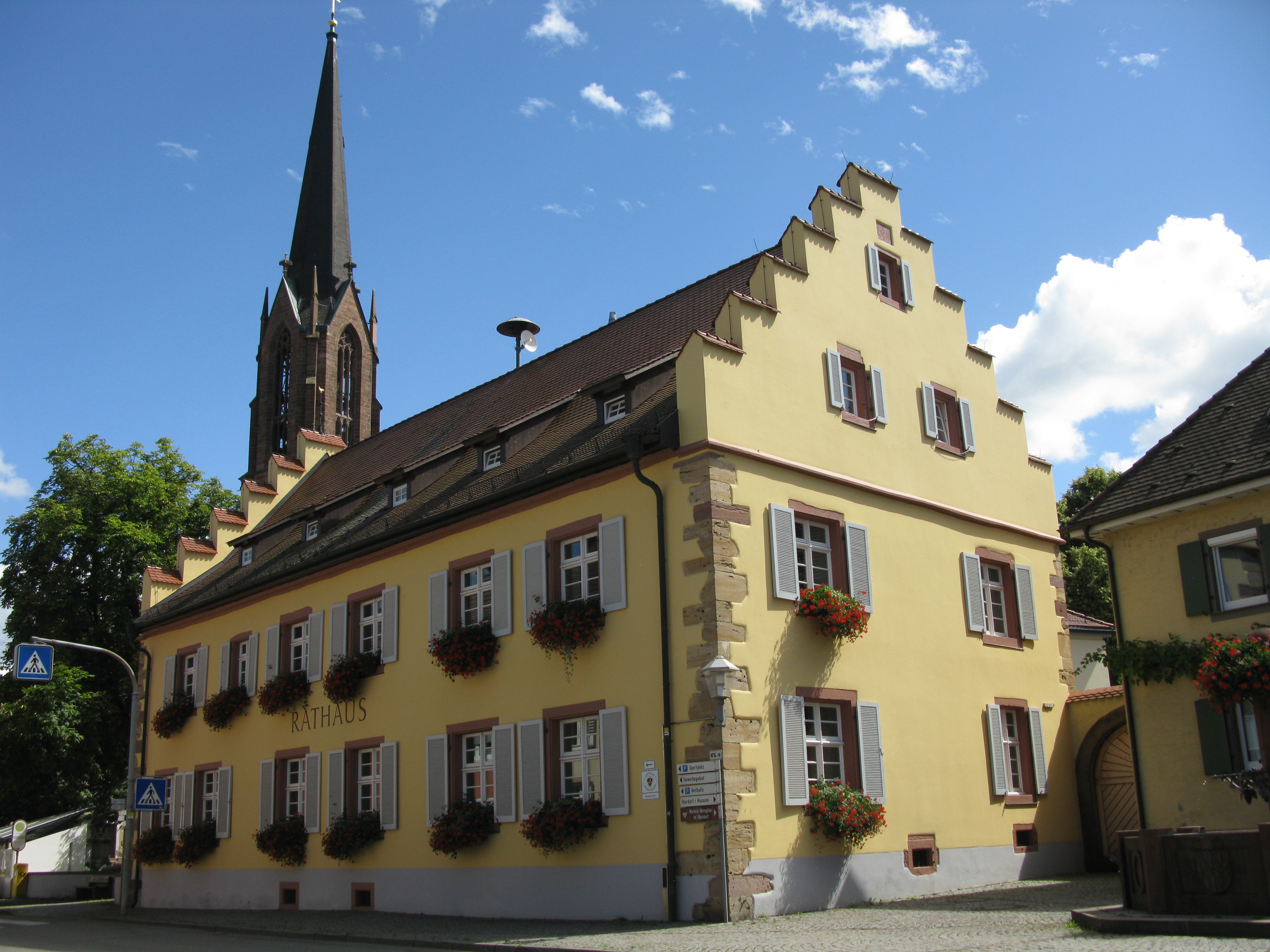
Rathaus und Turm der evangelischen Kirche in Eichstetten

Die Kommunalwahl am 9. Juni 2024 führte bei einer Wahlbeteiligung von 70,9 % (2019: 69,5 %) zu folgendem Ergebnis:

### Wappen
Das Wappen ist ein gespaltener Schild. Vorne ist mit einem roten Schrägbalken auf goldenem Grund das landesherrliche Wappen von Baden abgebildet. Der hintere Teil zeigt einen grünen aufgerichteten Eichenzweig mit einer Eichel und vier Blättern auf silbernem Grund. Dieses „redende“ Teil des Wappens steht für den Ortsnamen Eichstetten und hat sich aus den historischen Siegeln entwickelt.

### Engagementförderung und Nachhaltigkeit
Eichstetten betreibt seit den 1990er Jahren eine intensive Förderung Bürgerschaftlichen Engagements und einen lokalen Agenda 21-Prozess. Daraus entstanden Projekte in den verschiedensten Politikfeldern; das auch überregional bekannteste ist die stark ehrenamtlich getragene Seniorenwohnanlage „Schwanenhof“. Diese Aktivitäten brachten Eichstetten im Jahr 2003 einen ersten Platz im bundesweiten Wettbewerb „Zukunftsfähige Kommune“ der Deutschen Umwelthilfe in der Kategorie kleiner Gemeinden ein.

### Partnergemeinden
Mit der französischen Gemeinde Saint-André im Osten der Pyrenäen besteht eine offizielle Gemeindepartnerschaft (Jumelage). Freundschaftliche Beziehungen bestehen zur deutschen Gemeinde Amtzell am westlichen Rand des Allgäus in Baden-Württemberg. Außerdem gibt es eine Beziehung zum Freiburger Stadtteil Mooswald im Rahmen des Stadt-Land-Dialogs.

## Kultur und Sehenswürdigkeiten
Jährlich finden zwei große Jahrmärkte statt und alle zwei Jahre laden die Vereine zum großen, weithin bekannten „Schwiboge-Wifescht“ in Höfen und Kellern ein, wo der Besucher mit regionalen Spezialitäten und Eichstetter Weinen verwöhnt wird. Auch unterm Jahr bieten die zahlreichen Vereine viele interessante Veranstaltungen an.

### Museen
- Dorfmuseum mit wechselnden Ausstellungen

### Bauwerke
- Historische Fünf-Bogen-Brücke

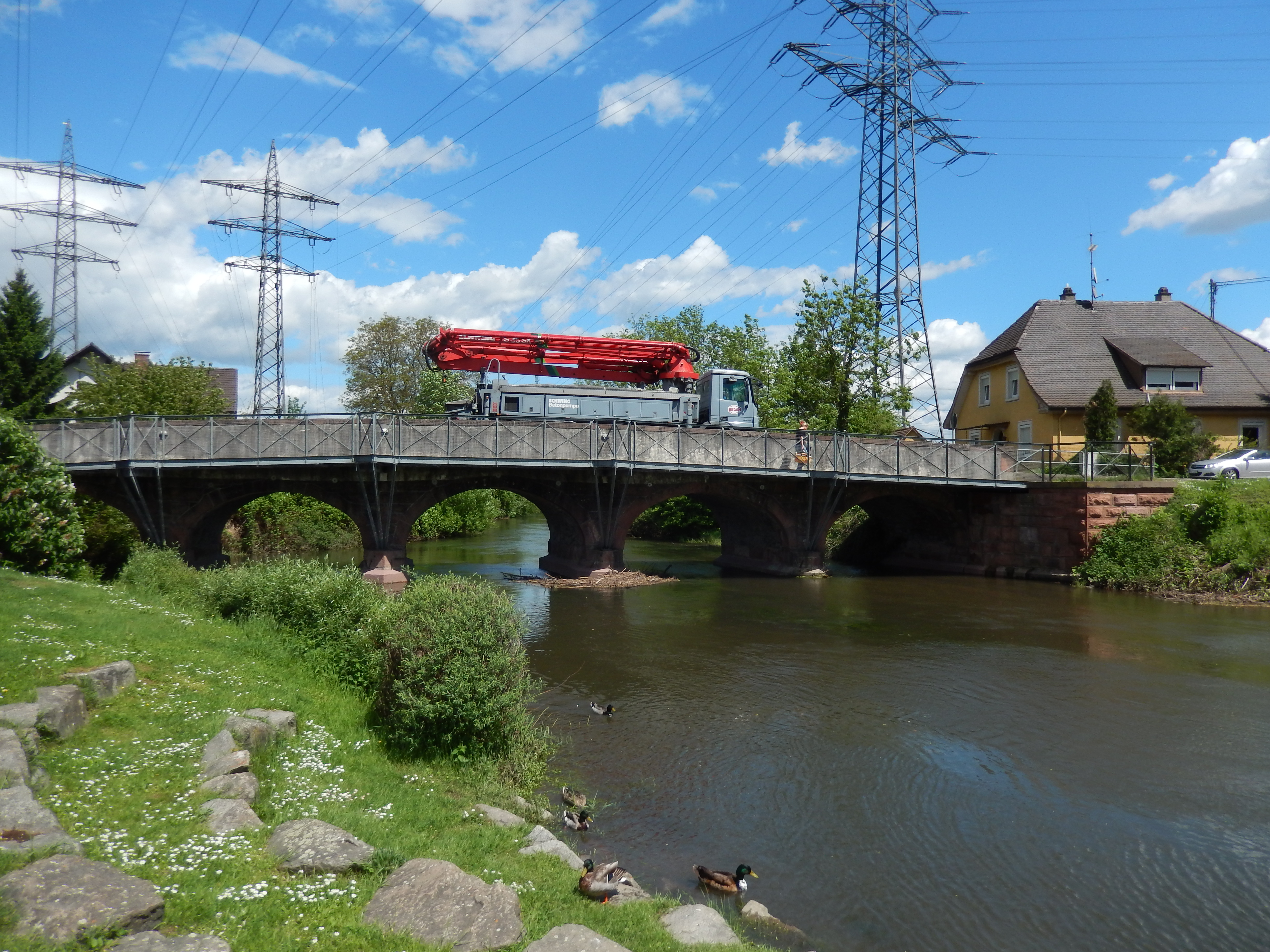
Historische Fünf-Bogen-Brücke

Nahe dem östlichen Ortsausgang von Eichstetten befindet sich die historische Fünf-Bogen-Brücke, welche die Landesstraße 116 auf knapp 33 Metern über die Alte Dreisam führt. Das Bauwerk wurde 1784 errichtet, der Scheitelstein eines Bogens trägt allerdings die Jahreszahl 1745. Die Fundamente der Brücke gehen auf das 16. Jahrhundert zurück. Die Ränder der etwa fünf Meter umspannenden Korbbögen sind aus Sandstein, Brüstungen sowie Stirn und Flügelwände zum Großteil aus Gneis. Aufgrund der gestiegenen Verkehrsbelastung wurde die Brücke 1950 mit Zugstangen, Betonverstärkungen und einer abgedichteten Stahlbetonschicht stabilisiert.
- Eichelspitzturm

Seit Juli 2006 steht auf der Eichelspitze ein insgesamt 42,5 Meter hoher Aussichtsturm, von dem man einen einmaligen Rundumblick auf Kaiserstuhl, Schwarzwald und Vogesen hat. Er ist über einen als Rundweg konzipierten Geopfad zu erreichen. Die Eichelspitze erreicht man auch gut vom Vogelsang-Pass (277 m) zwischen Bötzingen und Vogtsburg.
- Bruderhäusle und St. Erhardskapelle

Auf dem Gipfel der Eichelspitze wurde eine spätmittelalterliche, aus Küche und Schlafraum bestehende Eremiten-Einsiedlei mit angrenzender St. Erhards-Kapelle nachgewiesen. Der Gebäudekomplex war Teil des in Sichtweite, gut zwei Kilometer Luftlinie entfernt gelegenen St. Petersklosters auf dem Neunlinden-Buck (555 m), das Hesso von Baden-Hachberg einigen Pauliner-Ordensbrüdern 1387 übertrug.
Vom einst von einem Graben umgebenen Gebäudekomplex von ungefähr 16 auf 9 Metern (mittels Georadar nachgewiesen) ist heute noch ein Mauerrest von 4 m Breite und 2,5 m Höhe zu sehen. Die bauliche Struktur des Bruderhäusles ist seit der Eröffnung des Fundortes als Bodendenkmal durch eine Lage oberirdischer Granitblöcke nachgebildet.

### Wanderwege und Infopfade

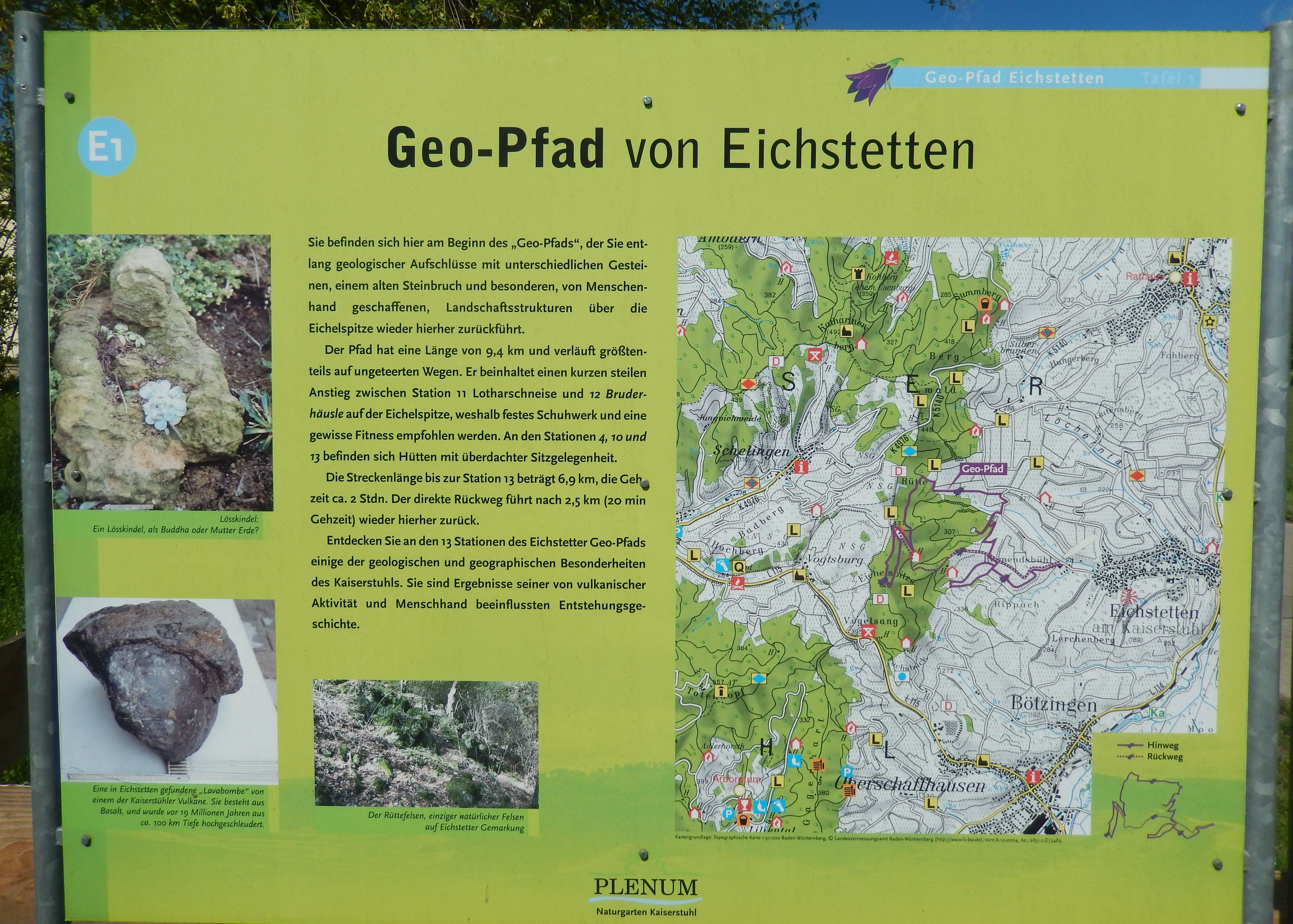
Infotafel zum Geo-Pfad

- ein Samengarten zeigt Gemüsearten, eine separate Pflanzung Obstbäume
- ein Geo-Pfad zeigt Infos zur Geologie der Region

## Wirtschaft und Infrastruktur

### Landwirtschaft
Eichstetten ist durch seine starke landwirtschaftliche Ausrichtung geprägt. Mit ca. 100 ha ist es auch eine der großen Bio-Anbaugemeinden Baden-Württembergs. Auf dieser Fläche werden Wein, Gemüse und Obst nach verschiedenen Methoden der ökologischen Landwirtschaft angebaut. Unter dem Motto „Genießen beim Erzeuger“ können die Produkte direkt auf den Erzeuger-Betrieben in Hofläden gekauft werden.
Im Dezember 2015 erhielt Eichstetten im Jahr des 60. Jubiläums des lokalen Bio-Anbaus und des entsprechenden Engagements von lokalen Öko-Bauernhöfen und -Weingütern einen Sonderpreis im zum „Internationalen Jahr der Böden“ ausgerichteten bundesweiten Wettbewerb BodenWertSchätzen des Rats für Nachhaltige Entwicklung (RNE) und der Deutschen Bundesstiftung Umwelt (DBU).
In der Gemeinde bauen zwölf Weinbaubetriebe auf nahezu 400 ha Wein an, darunter das Weingut Friedrich Kiefer.

### Wirtschaft
Ein größerer Arbeitgeber in Eichstetten war seit 1963 die Firma Gould Electronics GmbH, ein weltweit führender Hersteller von hochwertigen Kupferfolien. Ende 2014 wurde die Firma geschlossen. Hierdurch gingen der Gemeinde Eichstetten 160 Arbeitsplätze verloren. Die Firma Gould Electronics gehörte zuletzt (seit 2004) zur japanischen JX Holdings. Der Naturkostgroßhändler Rinklin Naturkost GmbH ist mit über 200 Mitarbeitern der größte Arbeitgeber im Ort.

### Energie
Am nordöstlichen Ortsausgang von Eichstetten befindet sich ein 380 kV/220 kV-Umspannwerk der EnBW Energie Baden-Württemberg, von dem auch eine Leitungsverbindung nach Frankreich besteht. Der Stromkonzessionsvertrag wurde am 1. Oktober 2009 für die Dauer von 20 Jahren mit der EnBW erneuert.

### Verkehr
Mit der Kaiserstuhlbahn besteht eine halbstündlich (werktags) verkehrende Verbindung nach Freiburg im Breisgau.
Der Kaiserstuhlradweg führt rund um den Kaiserstuhl und verbindet Eichstetten mit den Nachbargemeinden Bötzingen und Bahlingen. Entlang des Dammes der Dreisam kann Freiburg erreicht werden.

### Bildung
- Adolf-Gänshirt-Schule (Grundschule)
- Evangelischer Kindergarten
- KiTa Wunderland
- Naturkindergarten
- Jugendbücherei

## In Eichstetten geboren
- Georg Jakob Schneider (1809–1883), Architekt
- Karl Mössinger (1888–1961), Sozialdemokrat, Gewerkschafter und politischer Aktivist im französischen Exil
- Mario Ketterer (* 1950), Unternehmer und ehemaliger Rennfahrer